# Церковь Святой Богородицы (Мовсесгюх)
Церковь Святой Богородицы (арм. Սուրբ Աստվածածին եկեղեցի) — храм Армянской апостольской церкви в селе Мовсесгюх Тавушской области Армении. Входит в юрисдикцию Тавушской епархии ААЦ.

## История
Новая церковь Святой Богородицы была построена рядом со старой, которая была разрушена в 1937 году. От неё остались только северная и восточная стены. В 2005 году началось строительство новой церкви, инициатором которого стал родившийся в Мовсесгюхе армянский предприниматель из Москвы Вазген Ванесян.

### Освящение церкви

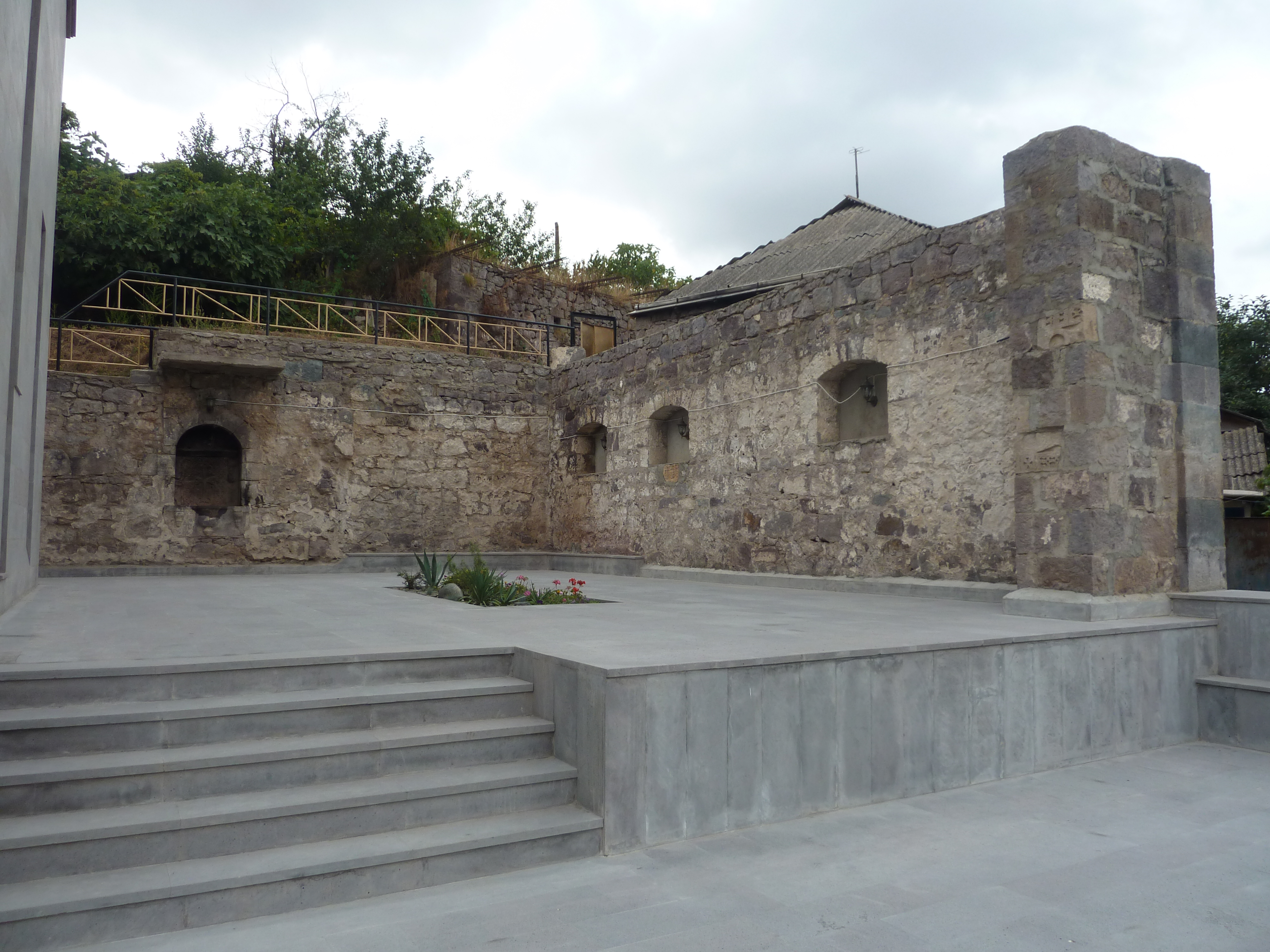
Всё, что осталось от старой церкви святого Георгия

7 августа 2011 года прошло торжественное мероприятие по освящению церкви, в котором участвовал Государственный Академический Хор Армении во главе с народным артистом СССР Ованесом Чекиджяном, а также танцевальный коллектив «Берд» и известная певица Анна Мнацаканян:
8 августа было совершено крещение и жителей села, заявивших о своём желании. Также множество пар специально отложили день своей свадьбы, чтобы провести её в новой церкви:
Духовный настоятель района иерей Арам Мирзоян в связи с открытием церкви заявил:

Внушает надежду что поток желающих посетить церковь не прекращается. Особо заслуживает восхваления то, что люди приходят со своими семьями.
Оригинальный текст (арм.)Ամենահուսադրողն այն է, որ եկեղեցի այցելողների հոսքը չի դադարում: Եվ որ գովեստի է արժանի, մարդիկ գալիս են իրենց ընտանիքներով:

В 2010 году во время передачи церкви (которая к этому времени уже была готова, но официально не открыта) Первопрестольному Эчмиадзину были произведены выстрелы в сторону села с азербайджанской стороны.